# Château du Bousquet (Ardèche)
Pour les articles homonymes, voir Château du Bousquet.
Le château du Bousquet est un château situé à Saint-Laurent-du-Pape, en France.

## Localisation
Le château est situé sur la commune de Saint-Laurent-du-Pape, dans le département français de l'Ardèche.

## Historique
L'édifice est inscrit au titre des monuments historiques en 1975.